# Elastica
Elastica fue un grupo inglés enmarcado en el Britpop, cuya música es pegadiza y angular, influenciada por el punk rock. Su álbum Elastica de 1995, fue un éxito comercial y crítico tanto en el Reino Unido como en otros países.

## Historia
La banda fue creada a mediados de 1992 por Justine Frischmann y Justin Welch, quienes habían tocado efímeramente en Suede y Spitfire; incorporándose posteriormente, en el otoño de ese mismo año, Annie Holland y Donna Matthews (ex Darling Buds). Inicialmente tocaron bajo el nombre de Vaseline & Onk, pero tras requisitorias legales por parte del grupo escocés The Vaselines, adoptaron finalmente el nombre Elastica.
Su primer sencillo, titulado Stutter, salió a la venta en 1993, con muy buena recepción gracias a los DJs de Radio One de la BBC y al dueño de Deceptive Records, Steve Lamacq, quien los había descubierto a principios de ese año. Este álbum tuvo una repercusión mediática considerable e incluso fueron elegidos como mejor banda emergente por la revista Melody Maker sin haber grabado el álbum siquiera. En 1994, editaron su primer sencillo oficial en el Reino Unido, que incluía las canciones Line Up y Connection y que tuvo gran repercusión en las radios del Viejo Continente. Ayudó también a incrementar la popularidad de la banda, el romance que Justine comenzó con el cantante de Blur, Damon Albarn.
El primer disco de la banda, llamado Elastica, fue publicado en marzo de 1995, llegando al #1 del Ranking inglés y convirtiéndose en uno de los álbumes más rápidamente vendidos en la historia del Reino Unido. Le siguió el sencillo Waking Up, el cual se ubicó en el puesto #13.
En medio de su ascendente popularidad, fueron acusados de plagio por la banda de post punk Wire, a la cual Elastica contaba como una de sus influencias. Wire denunciaba que gran parte del tema Line Up estaba basado en su tema I Am The Fly, señalando, además, que existían similitudes entre el tema Connection y Three Girl Rumba. El grupo The Stranglers se sumó a las denuncias proclamando que el tema Waking Up poseía parecidos con su canción No More Heroes.
En EE. UU. Elastica recibió difusión en las radios especializadas en Modern Rock Tracks, llegando los temas Connection y Stutter a figurar dentro de los mismos rankings pop de Billboard. En 1995 participaron en el festival de Glastonbury y el festival Lollapalooza, estando un año entero de gira. Al paso del tiempo, Annie Holland se alejaría de la banda acusando agotamiento.
En 1996 vuelven a los estudios a grabar demos para lo que sería su nuevo disco, proyecto que no se concreta. En 1998, Donna Matthews abandona la banda y reingresa Annie Holland. Un disco con material de los "años Perdidos" será editado en 1999 en forma de EP con 6 tracks, contendiendo gran número de temas inéditos. Después de regrabar esas canciones para un álbum de estudio regular, la banda vuelve a presentarse en vivo tras años de no tocar. En abril de 2000, finalmente editan su segundo disco, The Menace.
En 2001, después de la edición de un sencillo de despedida, The Bitch Don't Work, la banda anuncia su amigable separación.

## Post Elastica
- Justine Frischmann: Tuvo una pequeña carrera en televisión entre 2003 y 2004, realizando el programa Dreamspaces para la BBC,[2] tras la cual emigró a Colorado a estudiar artes visuales y psicología. Actualmente es pintora, reside en California y está casada con un científico especializado en meteorología.

- Justin Welch: En el 2005 formó parte de la banda de rock Beauty School y se casó con Sharon Mew; ambos viven en Devon. En 2012 formó The Asbo Kid junto a su amigo James Atkin, frontman de EMF. Durante 2013 fue reemplazante en la batería para la banda Suede.[3]En 2022 se unió a The Jesus and Mary Chain.

- Donna Matthews: Después de Elastica formó la banda Klang, lanzando el disco No Sound is Heard en 2004.

- Sheila Chipperfield: Actualmente es DJ en Berlín.

- Annie Holland: Después de Elastica no se supo más de su vida.

## Discografía

### Álbumes de estudio
| Año  | Detalles del Álbum                                                                       | Posiciones en las listas | Posiciones en las listas | Posiciones en las listas | Posiciones en las listas | Posiciones en las listas | Certificaciones                       |
| Año  | Detalles del Álbum                                                                       | R.U.                     | CAN                      | NZ                       | SUE                      | EE. UU.                  | Certificaciones                       |
| ---- | ---------------------------------------------------------------------------------------- | ------------------------ | ------------------------ | ------------------------ | ------------------------ | ------------------------ | ------------------------------------- |
| 1995 | Elastica - Fecha de lanzamiento: 13 de marzo de 1995 - Discográfica: Deceptive/Geffen    | 1                        | 31                       | 20                       | 34                       | 66                       | - R.U.: Oro - CAN: Oro - EE. UU.: Oro |
| 2000 | The Menace - Fecha de lanzamiento: 3 de abril de 2000 - Discográfica: Deceptive/Atlantic | 24                       | —                        | —                        | —                        | —                        |                                       |

### Recopilatorios/EP
- Elastica 6 Track EP (23 de agosto de 1999)
- Elastica Radio One Sessions (29 de octubre de 2001)
- Unheard Music (Lados B y En vivo)

### Sencillos
| Año  | Canción                     | Posiciones en las listas | Posiciones en las listas | Posiciones en las listas | Posiciones en las listas | Posiciones en las listas | Álbum                    |
| Año  | Canción                     | R.U.                     | CAN                      | EE. UU.                  | EE. UU. Mod              | EE. UU. Main             | Álbum                    |
| ---- | --------------------------- | ------------------------ | ------------------------ | ------------------------ | ------------------------ | ------------------------ | ------------------------ |
| 1993 | "Stutter"                   | —                        | —                        | —                        | —                        | —                        | Elastica                 |
| 1994 | "Line Up"                   | 20                       | —                        | —                        | —                        | —                        | Elastica                 |
| 1994 | "Connection"                | 17                       | —                        | —                        | —                        | —                        | Elastica                 |
| 1995 | "Waking Up"                 | 13                       | —                        | —                        | —                        | —                        | Elastica                 |
| 1995 | "Connection" [A]            | 175                      | 9                        | 53                       | 2                        | 40                       | Elastica                 |
| 1995 | "Stutter" [A]               | —                        | —                        | 67                       | 10                       | —                        | Elastica                 |
| 1995 | "Car Song"                  | —                        | —                        | —                        | 33                       | —                        | Elastica                 |
| 1999 | "How We Wrote Elastica Man" | 123                      | —                        | —                        | —                        | —                        | 6 Track Ep               |
| 2000 | "Mad Dog God Dam"           | 44                       | —                        | —                        | —                        | —                        | The Menace               |
| 2001 | "The Bitch Don't Work"      | 87                       | —                        | —                        | —                        | —                        | Sólo sencillo, sin álbum |

- A ^Lanzado en Norte América.

## Miembros

### Miembros oficiales
- Justine Frischmann - vocales y guitarra
- Donna Matthews - guitarra y vocales (1992-1998)
- Annie Holland - bajo (1992-1995, 1999-2001)
- Justin Welch - batería
- David Bush - teclado (1996-2001)
- Sheila Chipperfield - bajo (1996-1998)
- Paul Jones - guitarra (1998-2001)
- Mew - teclado y vocales (1999-2001)

### Miembros invitados/músicos de gira
- Abby Travis - bajo (gira, 1995-1996)
- Damon Albarn - teclado (1995, 1999)
- Antony Genn - teclado (gira, 1995-1996)